# Torremocha de Ayllón
Torremocha de Ayllón es una localidad española perteneciente al municipio soriano de San Esteban de Gormaz, en la comunidad autónoma de Castilla y León.

## Geografía
Pueblo situado al suroeste de la provincia de Soria en su límite con la de Segovia. Pertenece al municipio de San Esteban de Gormaz y al partido judicial de Burgo de Osma.

## Historia
Su nombre significa «torre sin almenas» y en la Edad Media, se repobló o fundó por el concejo de Ayllón durante la Reconquista, perteneciendo desde entonces a la segoviana Comunidad de Villa y Tierra de Ayllón, quedando Torremocha de Ayllón encuadrada dentro del Sexmo de Torraño de esa comunidad.
En el Censo de 1789, ordenado por el conde de Floridablanca,  figuraba como lugar del Partido de Ayllón en la Intendencia de Segovia, con jurisdicción de señorío y bajo la autoridad del alcalde pedáneo, nombrado por el marqués de Villena. Contaba entonces con 270 habitantes y su nombre era Torremocha. 
Parte de la Comunidad de villa y tierra de Ayllón, perteneció a la provincia de Segovia hasta 1833 en que pasa a la provincia de Soria. Entonces se constituye en municipio. En el censo de 1842 contaba con 46 hogares y 182 vecinos.
A mediados del siglo XIX, el lugar contaba con una población censada de 182 habitantes. La localidad aparece descrita en el decimoquinto volumen del Diccionario geográfico-estadístico-histórico de España y sus posesiones de Ultramar de Pascual Madoz de la siguiente manera:

TORREMOCHA: l. con ayunt. en la prov. de Soria (13 leg.), part. jud. del Burgo (4), aud. terr. y c. g. de Burgos (20), dióc. de Sigüenza (42): sit. en una ladera sobre terreno escabroso, su clima es frio y las enfermedades mas comunes dolores de costado: tiene 45 casas; la consistorial; escuela de instruccion primaria, frecuentada por 30 alumnos de ambos sexos, dotada con 23 fan. de trigo; una fuente de buenas aguas; una igl. parr. (la Presentacion de Ntra. Sra.) y una ermita (el Humilladero). térm.: confina con los de Morcuera, Quintanas-rubias, Liceras y Torraño; dentro de él se encuentran algunos manantiales y el desp. de Comezuela: el terreno fertilizado por el r. Pedro, es de mediana calidad; comprende una deh. de yerba de siego, y un monte poblado de encinas, enebro, estepa, salvia y otras yerbas aromáticas y medicinales. prod.: trigo puro, centeno, cebada, avena; leñas de combustible y yerbas de pasto, con las que se mantiene ganado lanar, vacuno, mular y de cerda; hay caza de conejos y perdices. ind.: la agrícola y recriacion de ganados. pobl.: 46 vec., 182 alm. cap. imp.: 37,179 reales.
(Madoz, 1849, p. 93)

En el censo de 1857 Torremocha pasa a llamarse Torremocha de Ayllón crece el término del municipio e incorpora el territorio del extinguido Torraño.
A finales del siglo XX, concretamente el 8 de febrero de 1972, Torremocha de Ayllón se extingue como municipio independiente y su territorio se incorpora a San Esteban de Gormaz; contaba entonces con 57 hogares y 194 habitantes.

## Demografía
| Gráfica de evolución demográfica de Torremocha de Ayllón entre 1842 y 1970 |
| |
| Población de derecho según los censos de población del INE Población de hecho según los censos de población del INEEn este censo se denominaba Torremocha: 1842 Entre el censo de 1857 y el anterior, crece el término del municipio porque incorpora a 425113 (Torraño) Entre el censo de 1981 y el anterior, este municipio desaparece porque se integra en el municipio 42162 (San Esteban de Gormaz) |

Desde el primer censo que se conoce, en el año 1789, en que contaba con 270 vecinos, la población ha ido disminuyendo progresivamente, pasando a 182 vecinos en 1842. 
En el año 1981 contaba con 44 habitantes, pasando a 18 habitantes en el nuevo siglo. 
En 2010 se reduce a 15 habitantes. En 2020 su población censada es de 13 habitantes, 9 varones y 4 mujeres.
| Gráfica de evolución demográfica de Torremocha de Ayllón entre 2000 y 2020                       |
|                                                                                                  |
| Población de derecho (2000-2020) según los censos de población del INE a 1 de enero de cada año. |

## Economía
Antiguamente mantuvo abundante población gracias a la prosperidad económica que le generaba su crecida cabaña ganadera. Actualmente, sus pobladores se dedican al cultivo agrícola de secano (trigo, cebada, triticale, centeno...). 

## Patrimonio cultural y arquitectura popular
Monumental edificio es la iglesia de Nuestra Señora de la Presentación, en cuyo interior se conserva un órgano de 1830, obra del maestro Julián Azuara y del entallador Alejo Martínez, de maravillosa policromía, estropeado por la caída del techo del coro debido a las goteras.
Entre los edificios de arquitectura popular destaca una antigua tejera, totalmente restaurada, que producía las tejas de gran parte de la comarca. Se sabe que, en otros tiempos, llegó a haber hasta cuatro edificios de su categoría. 
También existe una calera, derruida y oculta por la vegetación, que por encontrarse enfrente de la puerta del cementerio nuevo es utilizada como vertedero por todos aquellos que, en fechas concretas, visitan a sus fallecidos. 
También son numerosos sus palomares, ahora en ruinas y que pertenecen a las distintas familias que abandonaron el pueblo.
Comentario aparte merece la imagen en Homenaje a la Mujer Soriana creado por un vecino del pueblo, Luis Martínez del Cura, quien talló a mano la referida imagen partiendo del tronco de un antiguo olmo.
Se estima que en el pueblo hay excavadas unas cien bodegas, la mayor parte de ellas derruidas por la falta de mantenimiento, y en tiempos pasados hubo seis lagares para la elaboración de vino. Actualmente, puede verse las ruinas de uno de ellos.

## Vistas de Torremocha de Ayllón

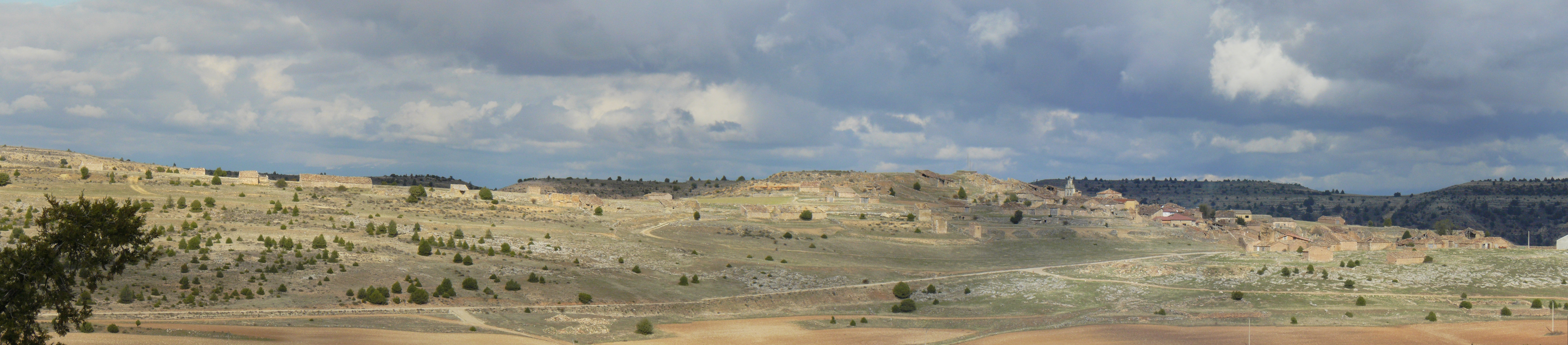
Panorámica de Torremocha de Ayllón

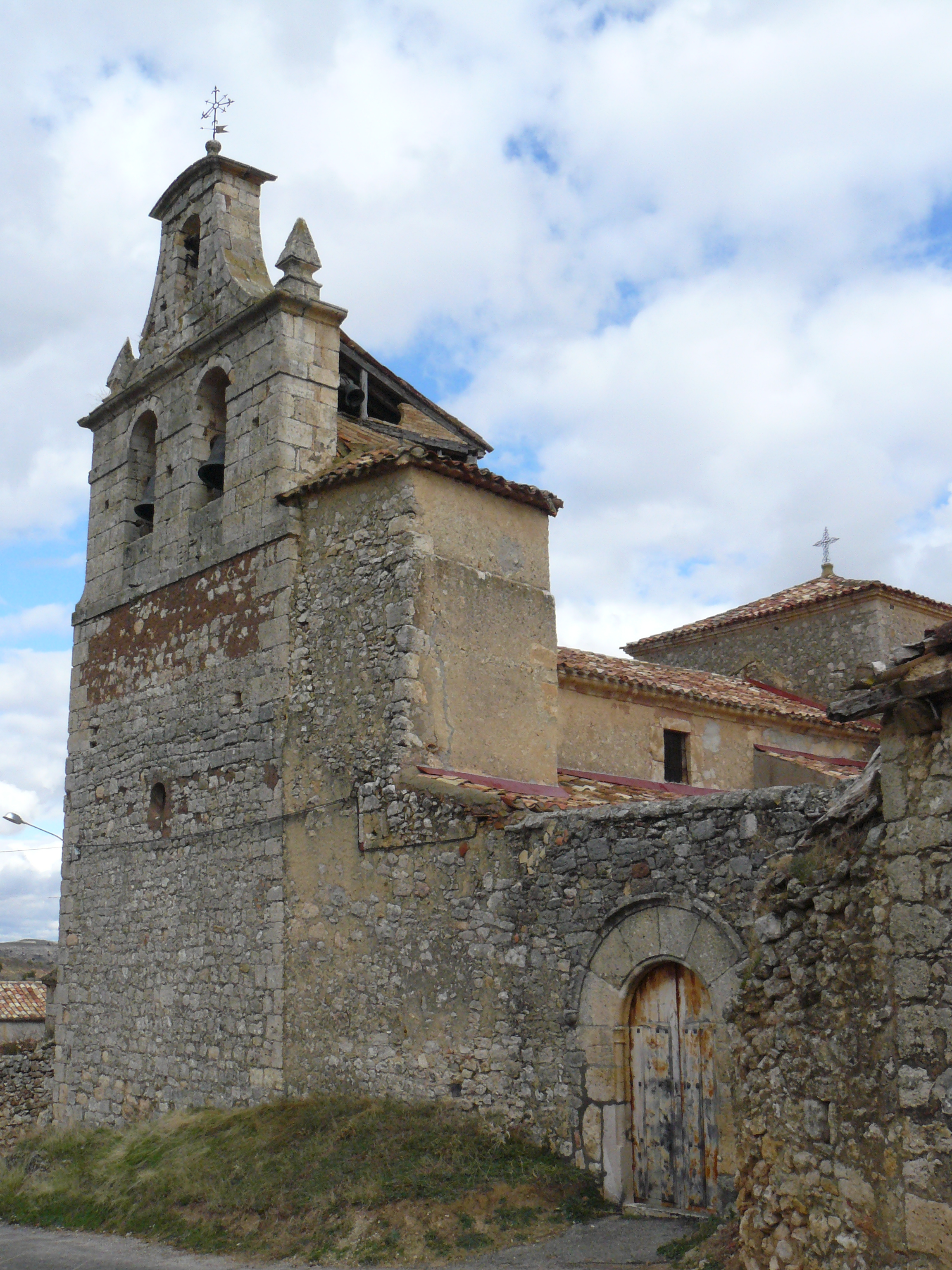
Homenaje a la mujer SorianaIglesia desde la calle Alta
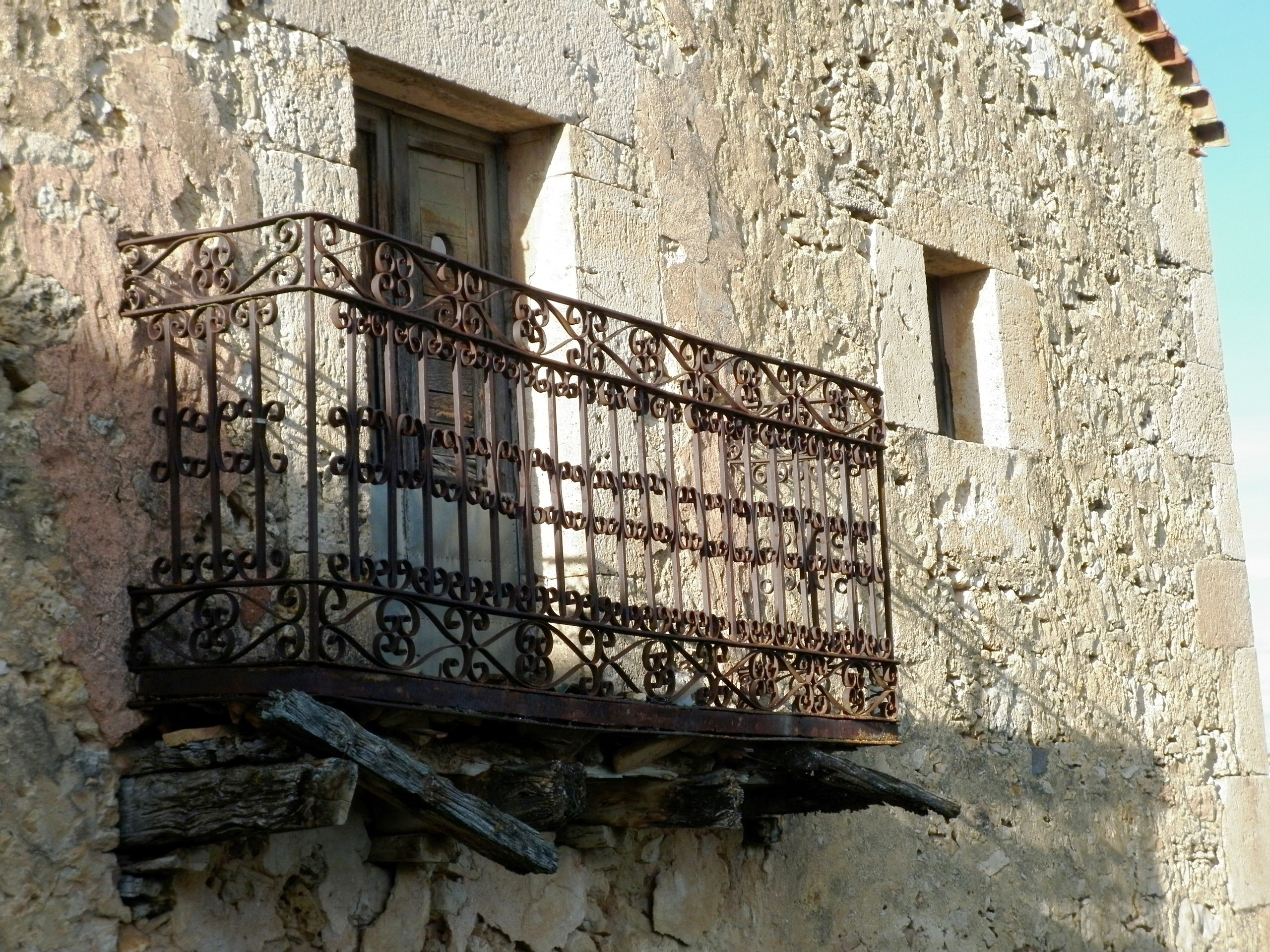
Balcón de la Casa del Cura en Torremocha de Ayllón
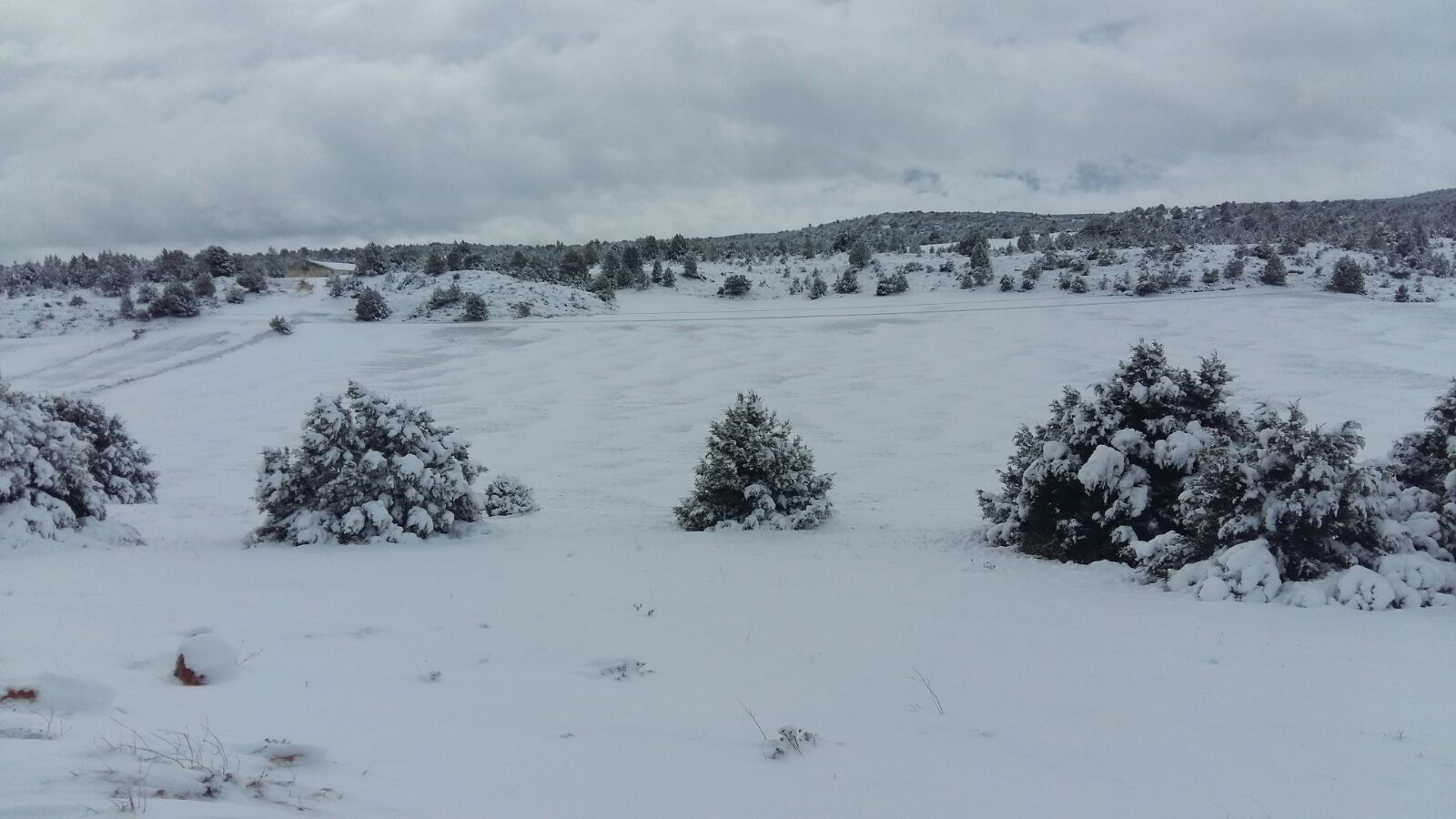
Monte nevado de Torremocha de Ayllón
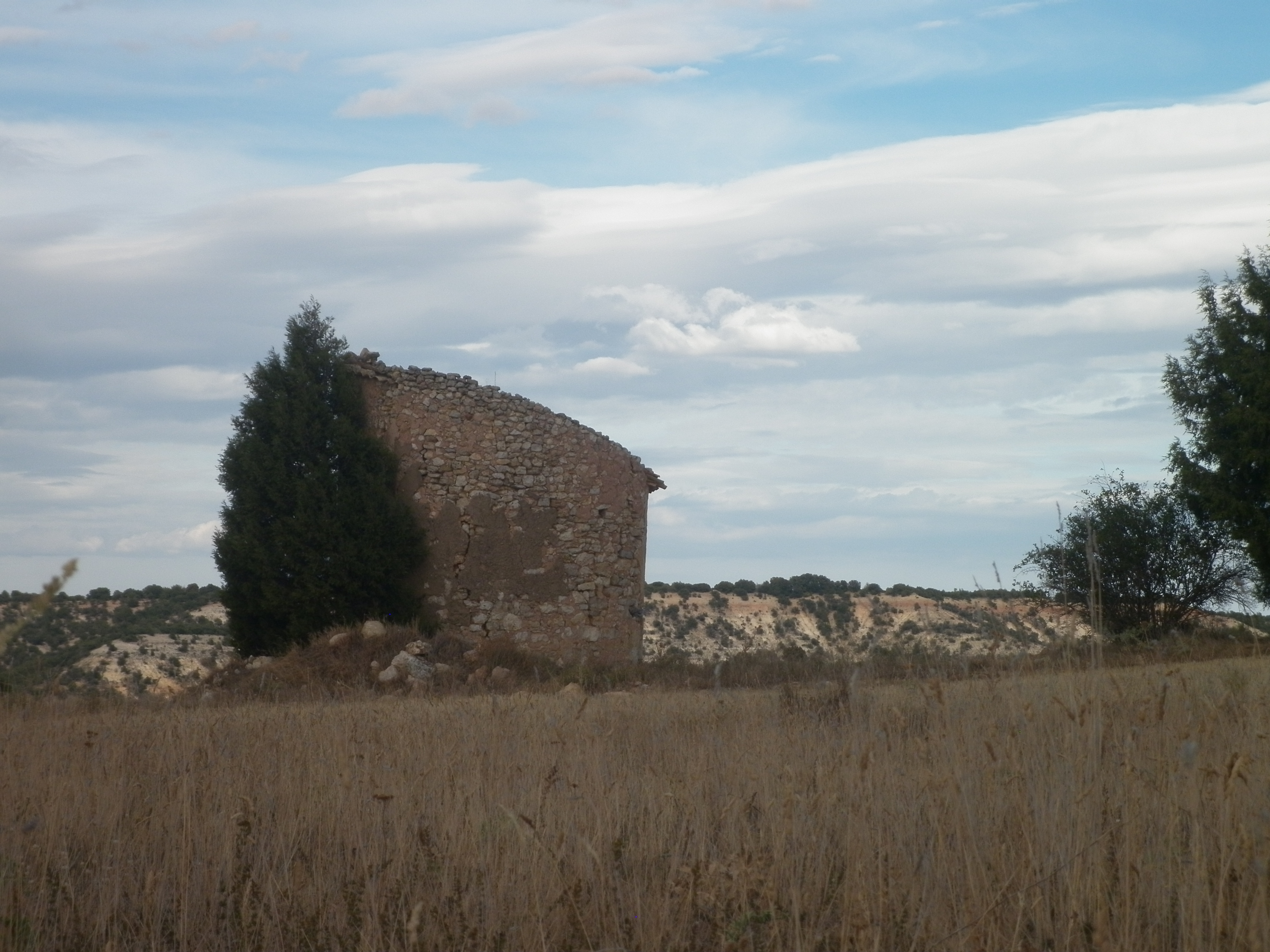
Palomares de Torremocha de Ayllón
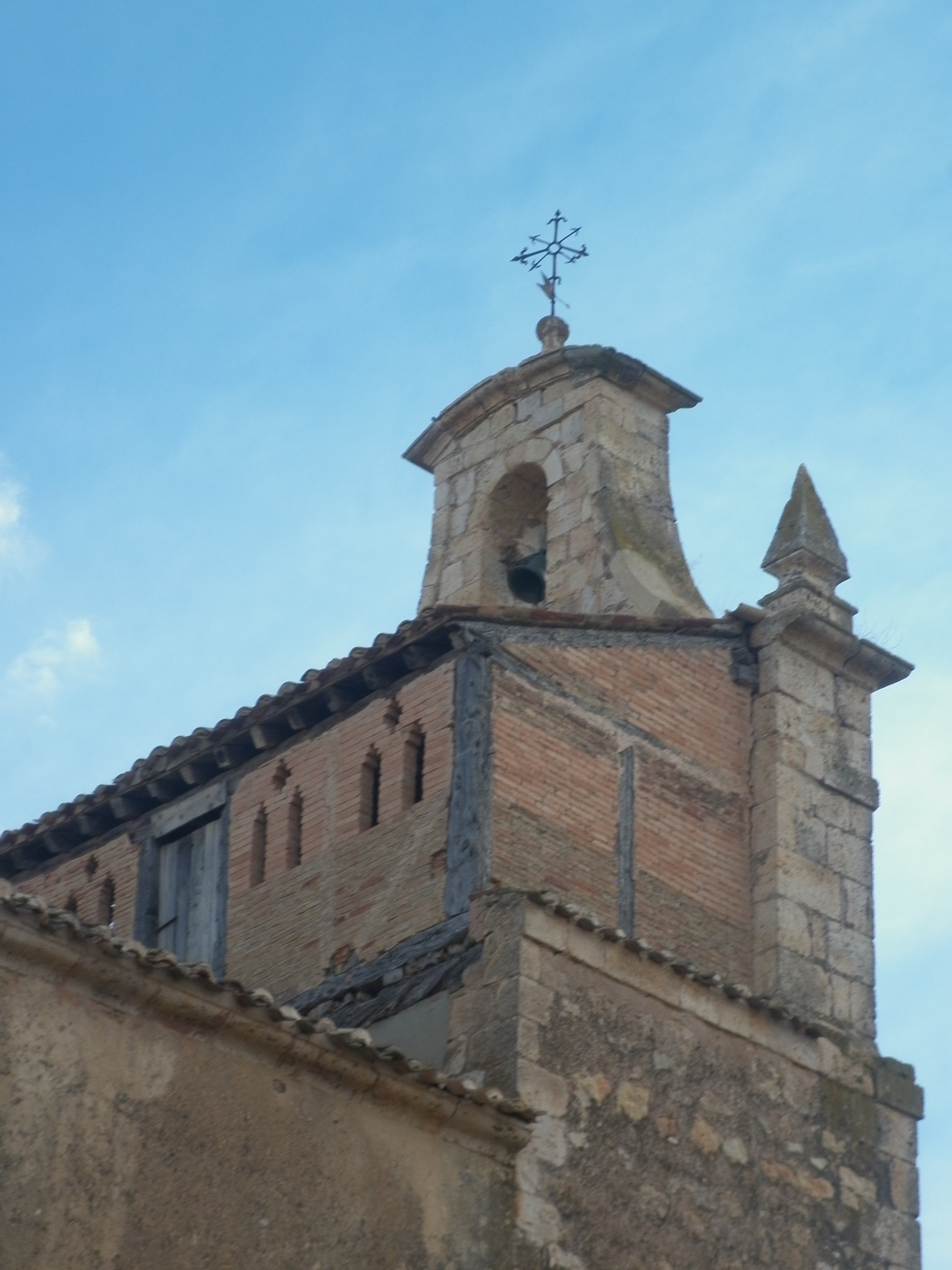
Garita de la Espadaña
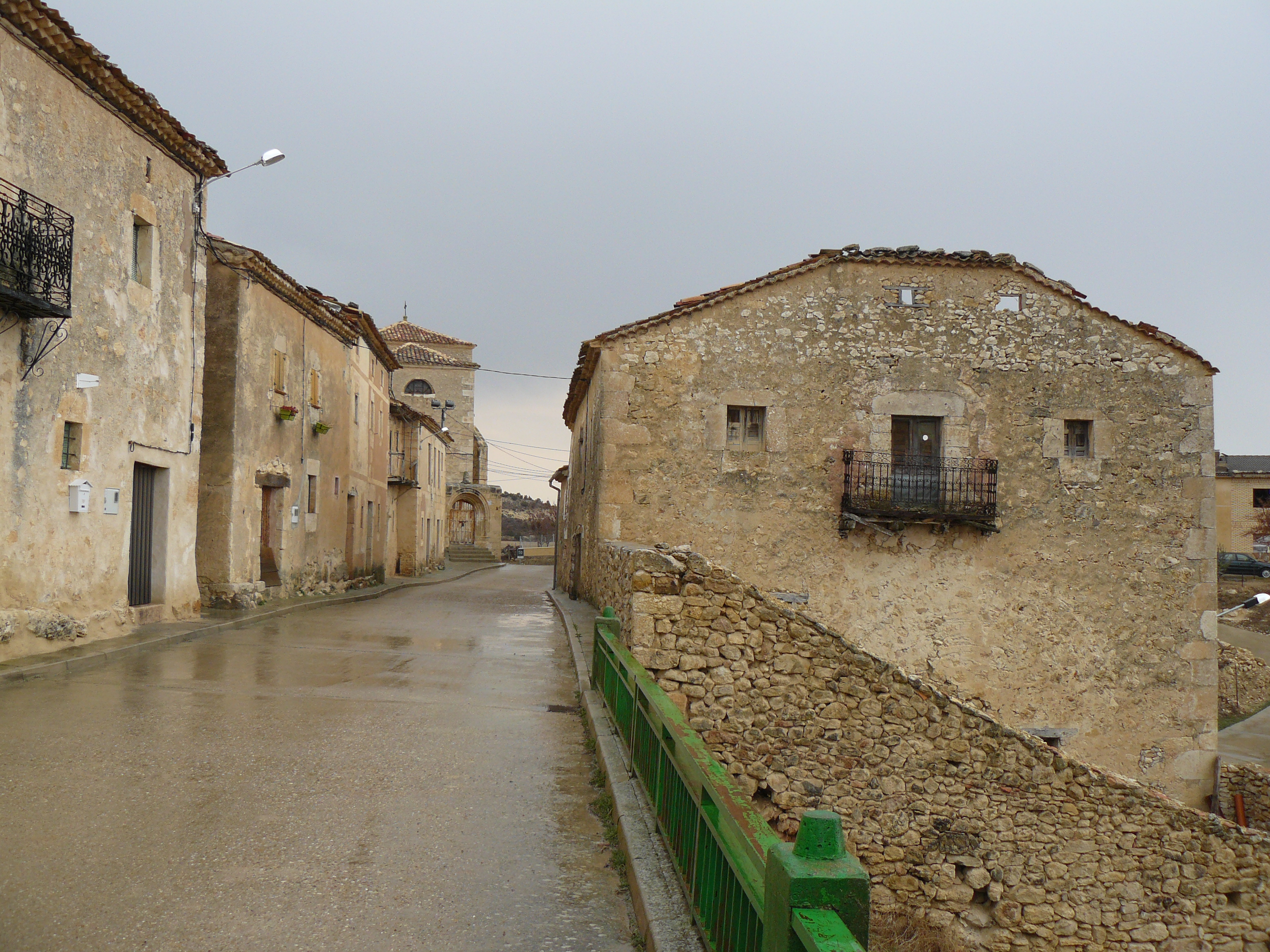
Calle Real de Torremocha de Ayllón
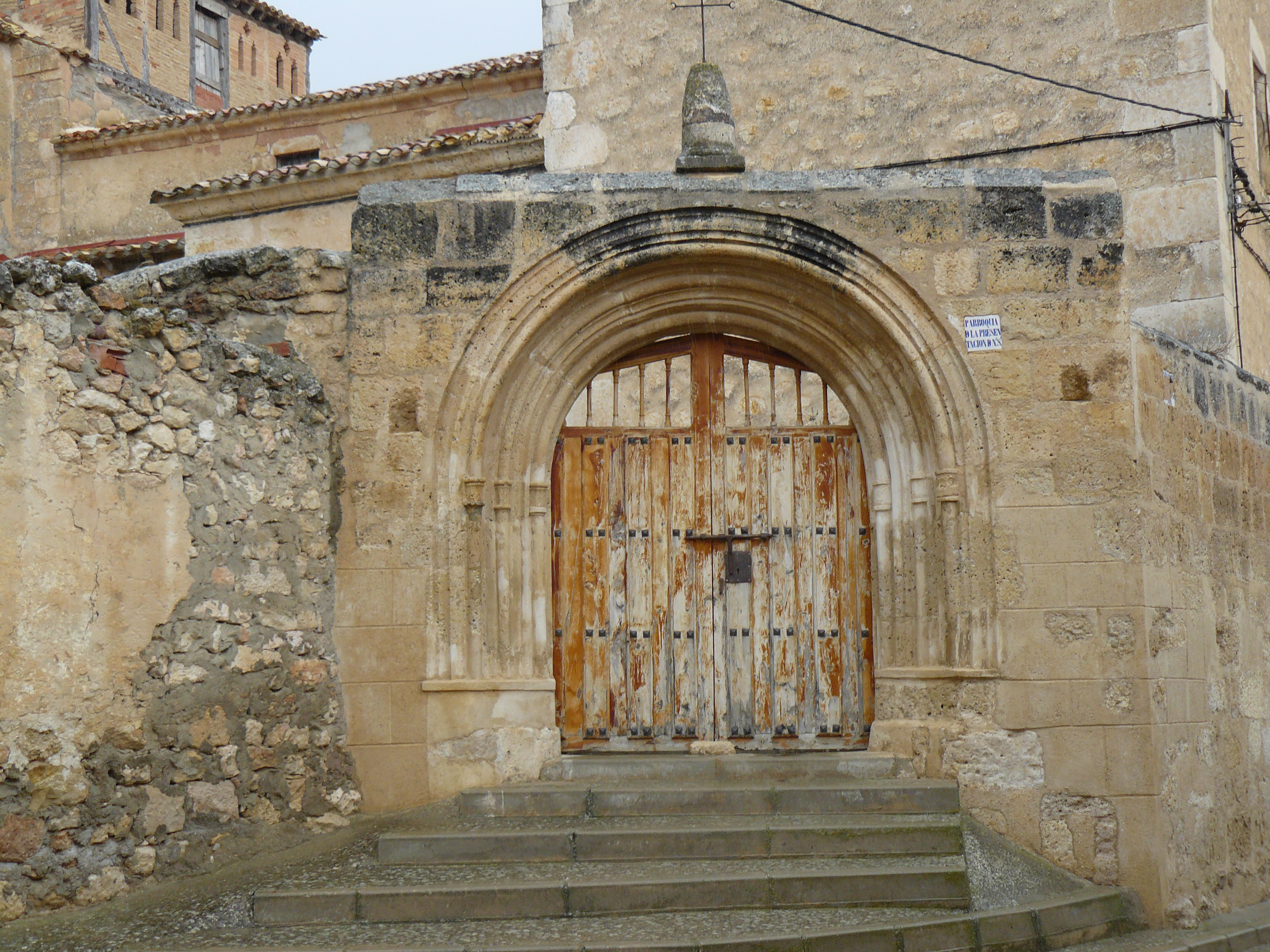
Puerta principal de la Iglesia de Torremocha de Ayllón
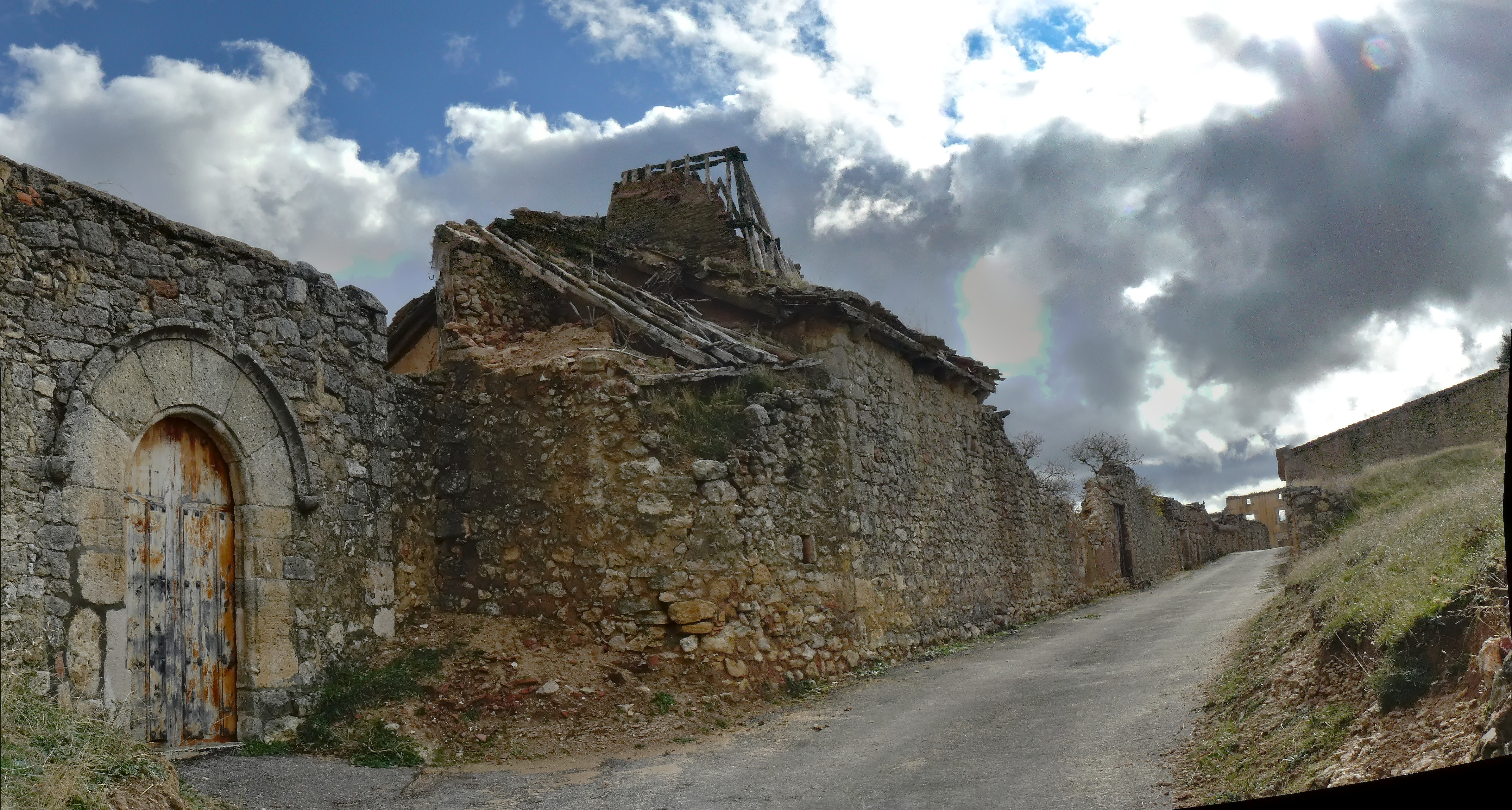
Puerta trasera de la Iglesia, desde la calle Alta
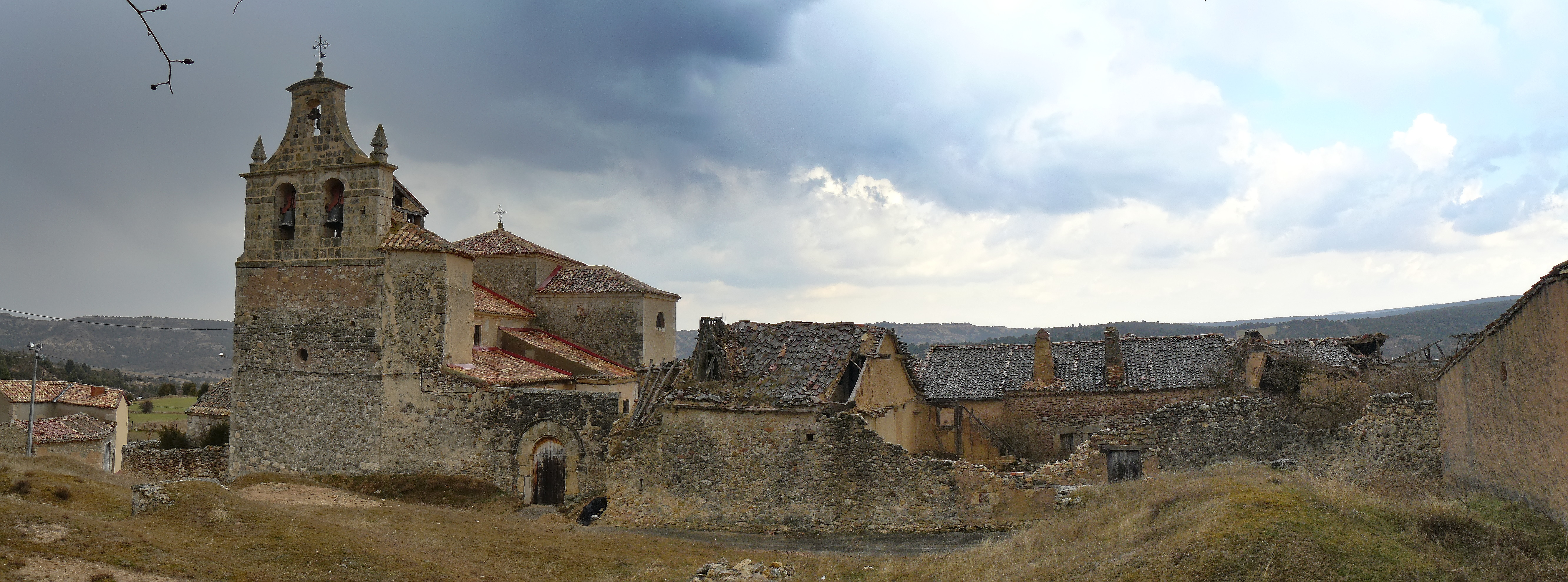
Vistas del pueblo desde el Paraje del Camino de los Charcones
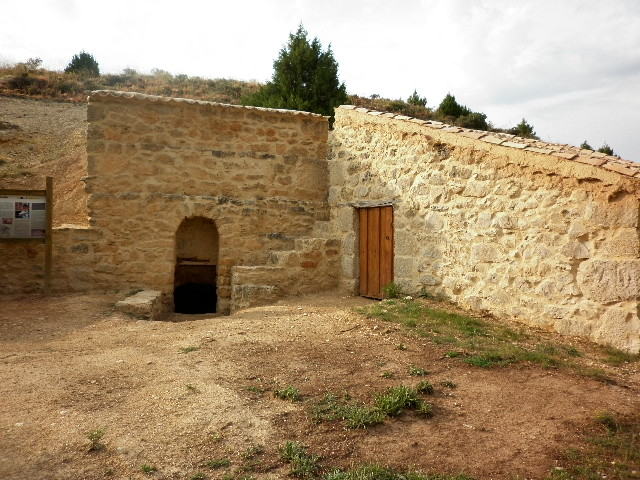
Tejera de Torremocha de Ayllón
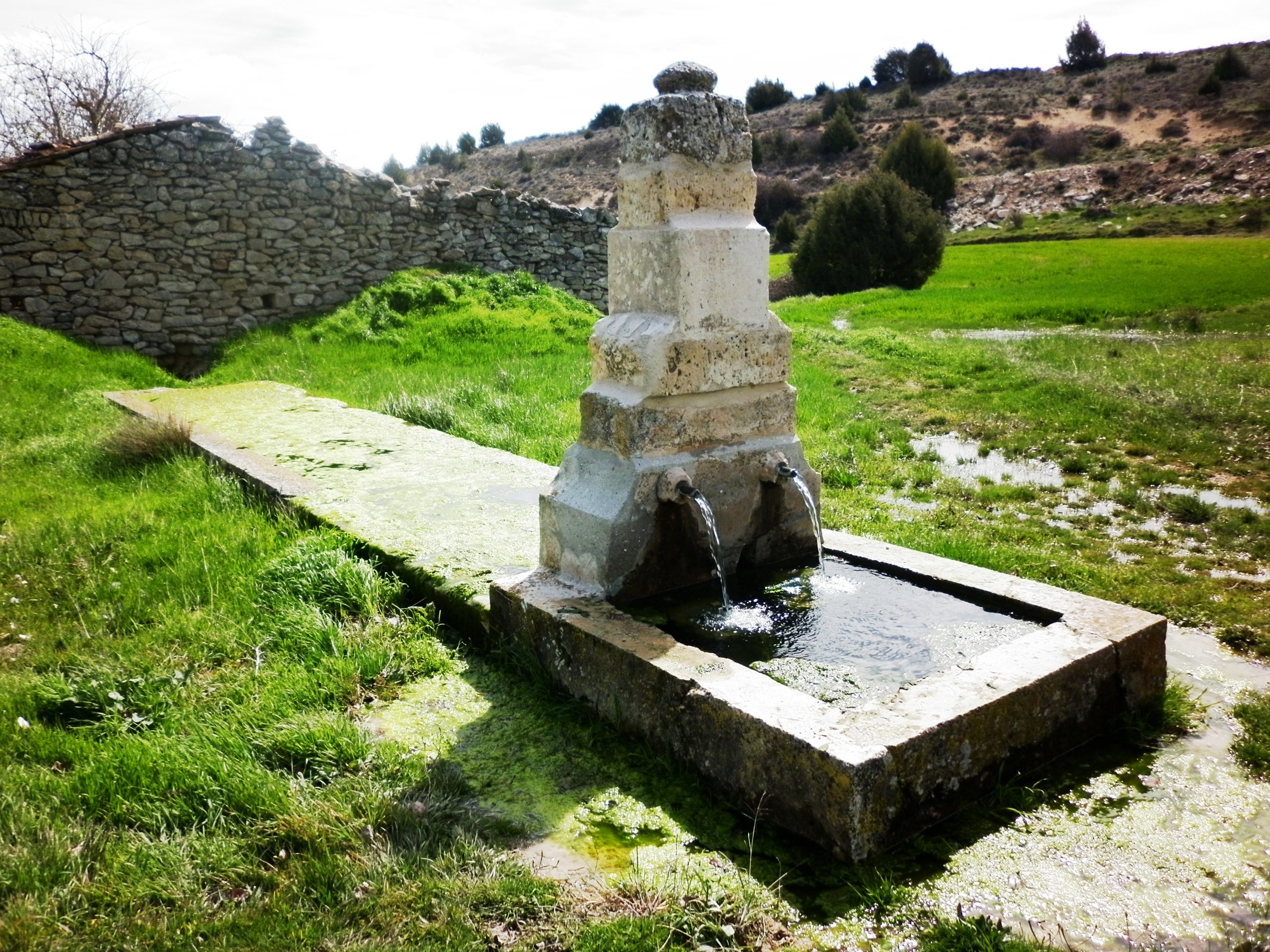
Fuente de Torremocha de Ayllón
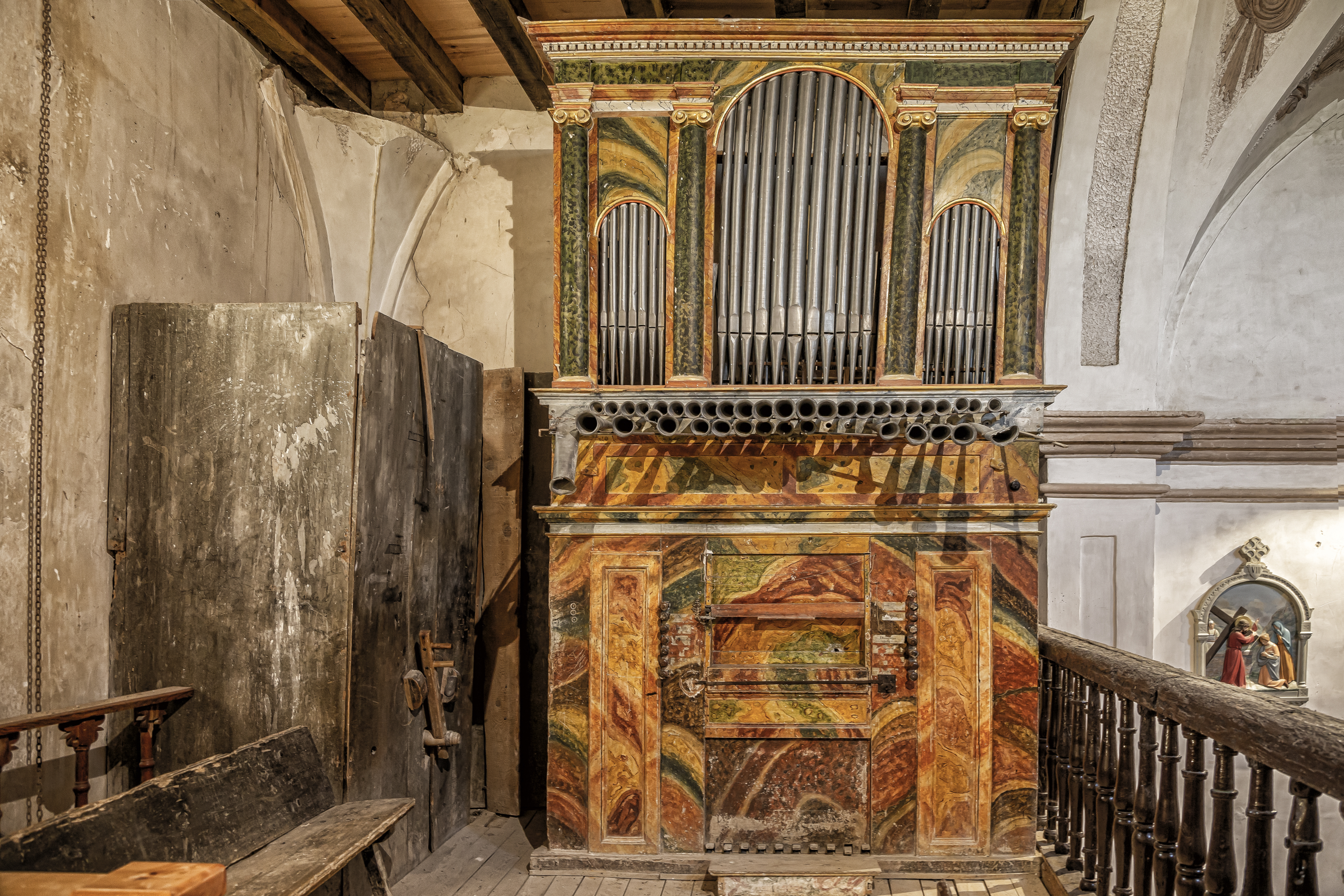
Órgano de la Iglesia de la Presentación de Nuestra Señora en Torremocha de Ayllón